# Gueto de Vilna
El gueto de Vilna fue un gueto judío de la Segunda Guerra Mundial establecido y operado por la Alemania nazi en la ciudad de Vilna dentro del territorio del Reichskommissariat Ostland, administrado por los nazis.
Durante dos años, el hambre, la enfermedad, las ejecuciones callejeras, el maltrato y las deportaciones a campos de concentración y exterminio acabaron con la población del gueto de unas 40 000 personas.
Solo varios cientos de personas lograron sobrevivir, escondidas en los bosques que rodean la ciudad, uniéndose a los partisanos soviéticos, o refugiándose con lugareños simpatizantes.

## Antecedentes
Antes de la invasión germano-soviética de Polonia en septiembre de 1939, Wilno (Vilna en hebreo) era la capital del Voivodato de Wilno en la Segunda República Polaca. Los idiomas predominantes de la ciudad fueron el polaco y, en menor medida, el yidis. La población de habla lituana era una minoría, el 6% de la población según fuentes lituanas contemporáneas. Para 1931, tenía 195 000 habitantes, era la quinta ciudad más grande de Polonia con industrias variadas y nuevas fábricas, así como una universidad muy respetada.

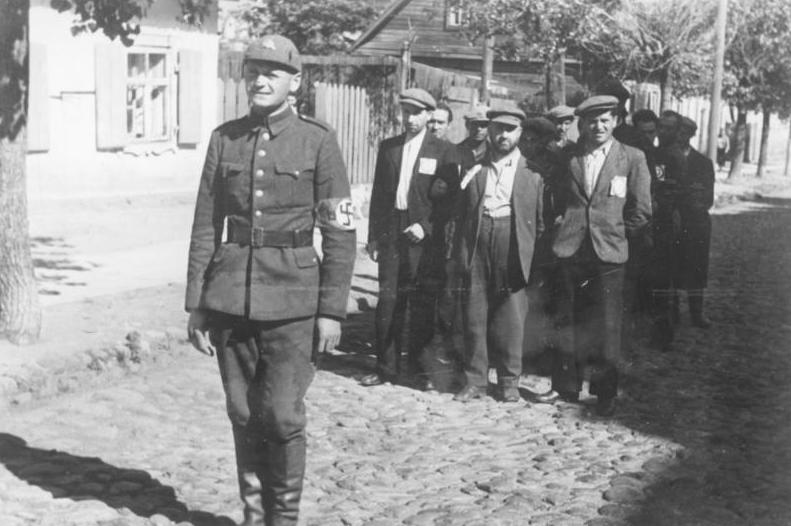
Policía nazi lituano con prisioneros judíos, julio de 1941.

Wilno era una ciudad polaca y judía desde que las fronteras polaco-lituanas fueron delineadas en 1922 por la Sociedad de las Naciones a raíz del motín de Żeligowski. Después de la invasión soviética de Polonia en septiembre de 1939, Iósif Stalin transfirió Wilno a Lituania en octubre, según el Tratado Lituano-Soviético de Asistencia Mutua. 
El 26 de junio de 1941, el ejército alemán entró en Vilna, seguido por el escuadrón de la muerte Einsatzgruppen B. Los líderes locales lituanos abogaron por la limpieza étnica de judíos y polacos. 
La población judía de Vilna en la víspera del Holocausto era de entre 60 000 y 80 000 personas, incluidos los refugiados de la Polonia ocupada por los alemanes que escaparon hacia el oeste, menos un pequeño número que logró huir hacia la Unión Soviética. El secuestro y el asesinato en masa de judíos en la ciudad comenzaron antes de que el gueto fuera establecido por las fuerzas alemanas que avanzaban, lo que resultó en una ejecución de 21 000 víctimas antes del 6 de septiembre de 1941. Los secuestradores lituanos eran conocidos en yidis como hapunes, palabra que significa capturadores o ladrones

## 1941: Establecimiento del gueto

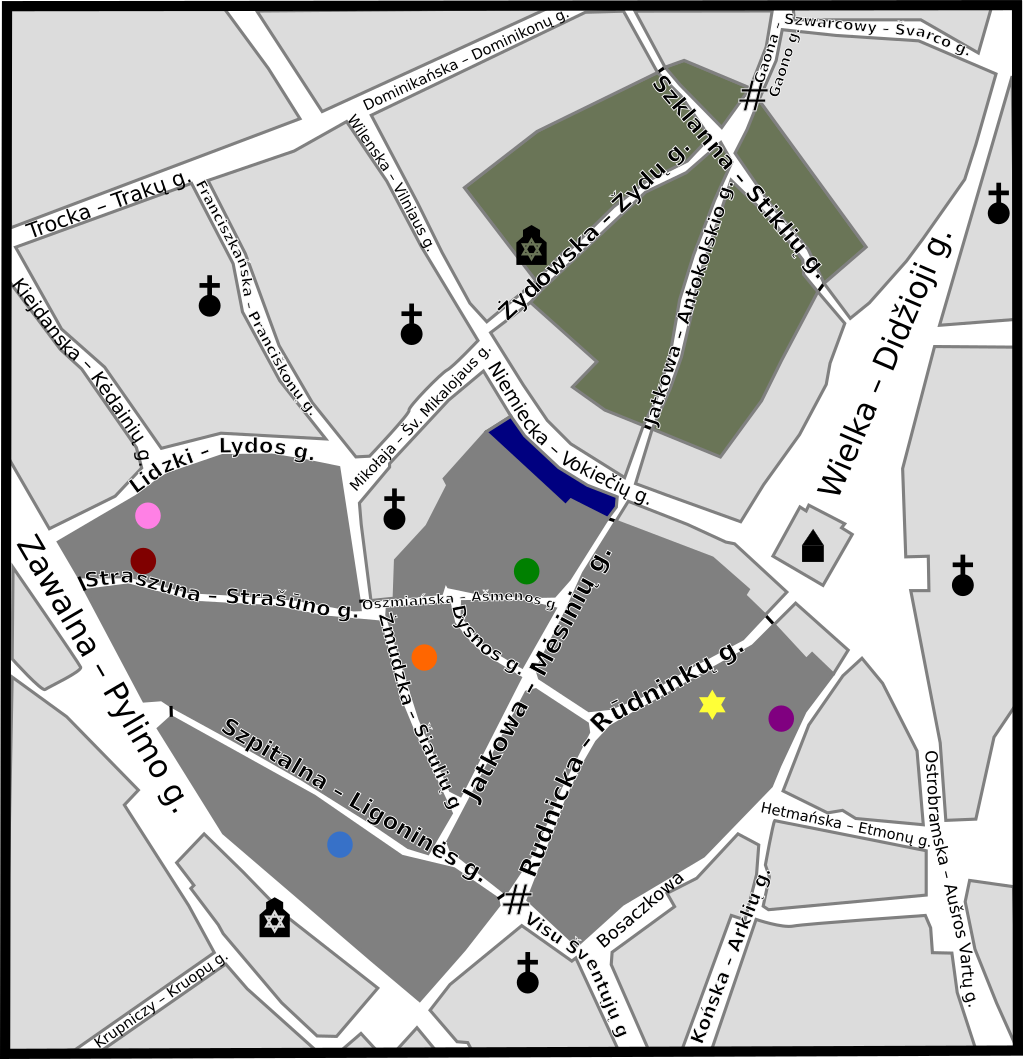
Mapa del gueto de Vilna (Gran Gueto, en gris oscuro; Pequeño Gueto en verde oliva).

Para pacificar la parte pobre del barrio judío en el casco antiguo de Vilna y obligar al resto de los residentes judíos más ricos a ir al nuevo gueto ideado por los alemanes, los nazis organizaron, como pretexto, el llamado incidente de la Gran Provocación el 31 de agosto de 1941, dirigido por el oberscharführer Horst Schweinberger de las SS Einsatzkommando 9 bajo órdenes del gebietskommissar del municipio de Vilna, Hans Christian Hingst, y Franz Murer, diputado de Hingst para asuntos judíos bajo las "directivas provisionales" del reichskommissar Hinrich Lohse.
Murer, Hingst y el alcalde de Vilna, Karolis Dabulevičius, seleccionaron el sitio para el futuro gueto y protagonizaron una operación de bandera falsa, cuando un francotirador distante a los soldados alemanes frente a un cine, desde una ventana en la esquina de Stiklių (Glezer, que significa Szklana en polaco) y Didžioji (Wielka, Gran Calle en polaco, de ahí el nombre del evento), fue visto por dos lituanos vestidos de civil que habían irrumpido en un departamento de judíos. Los lituanos huyeron del departamento, luego regresaron con soldados alemanes, capturaron a dos judíos, los acusaron de disparar contra los soldados alemanes, los golpearon y les dispararon. Las calles de Stiklių y Mėsinių (Jatkowa) fueron saqueadas por la milicia local, y los judíos fueron golpeados. Por la noche, en "represalia", todos los judíos fueron expulsados del vecindario que los nazis habían seleccionado como el futuro territorio del gueto, calle por calle, y al día siguiente las mujeres y los niños en las calles restantes fueron secuestrados mientras los hombres estaban en el trabajo. Los hombres fueron secuestrados de sus lugares de empleo. Los judíos fueron llevados a la prisión de Lukiškės, luego a Paneriai (Ponary o Ponar), donde fueron asesinados entre el 1 y el 3 de septiembre. De cinco a diez mil personas fueron asesinadas, incluidos diez miembros del Judenrat. El objetivo era despejar un territorio para el establecimiento de un gueto para encarcelar a todos los judíos de Vilna y los suburbios.
El área designada para el gueto era el antiguo barrio judío en el centro de la ciudad. Si bien Vilna nunca tuvo un gueto per se excepto por algunas restricciones muy limitadas sobre el movimiento y el asentamiento de judíos durante la Edad Media, el área elegida por los nazis para su gueto estuvo casi siempre habitada por una mayoría de judíos. Los nazis dividieron dos barrios judíos (Gran Gueto y Pequeño Gueto), con un corredor por la calle Deutschegasse (Niemiecka o Vokiečių).
Del 6 al 7 de septiembre de 1941, los nazis expulsaron de sus hogares a otros 20 000 judíos, incluidos conversos, "medio judíos" y cónyuges, a los que condujeron a los guetos. En el trayecto asesinaron a 3700. En la mudanza apresurada no se les permitió usar transporte, solo les dejaban llevar lo transportable a mano.
El acuerdo de dos guetos facilitó a los nazis controlar de antemano lo que las víctimas sabían de su destino, facilitando el objetivo de exterminio total de los nazis. Al igual que los otros guetos judíos que la Alemania nazi creó durante la Segunda Guerra Mundial, el de Vilna fue creado tanto para deshumanizar como para explotar esclavos. Se pretendía que las condiciones pobres y abarrotadas los sometieran a condiciones insalubres, enfermedades y muerte diaria.

## Liquidación

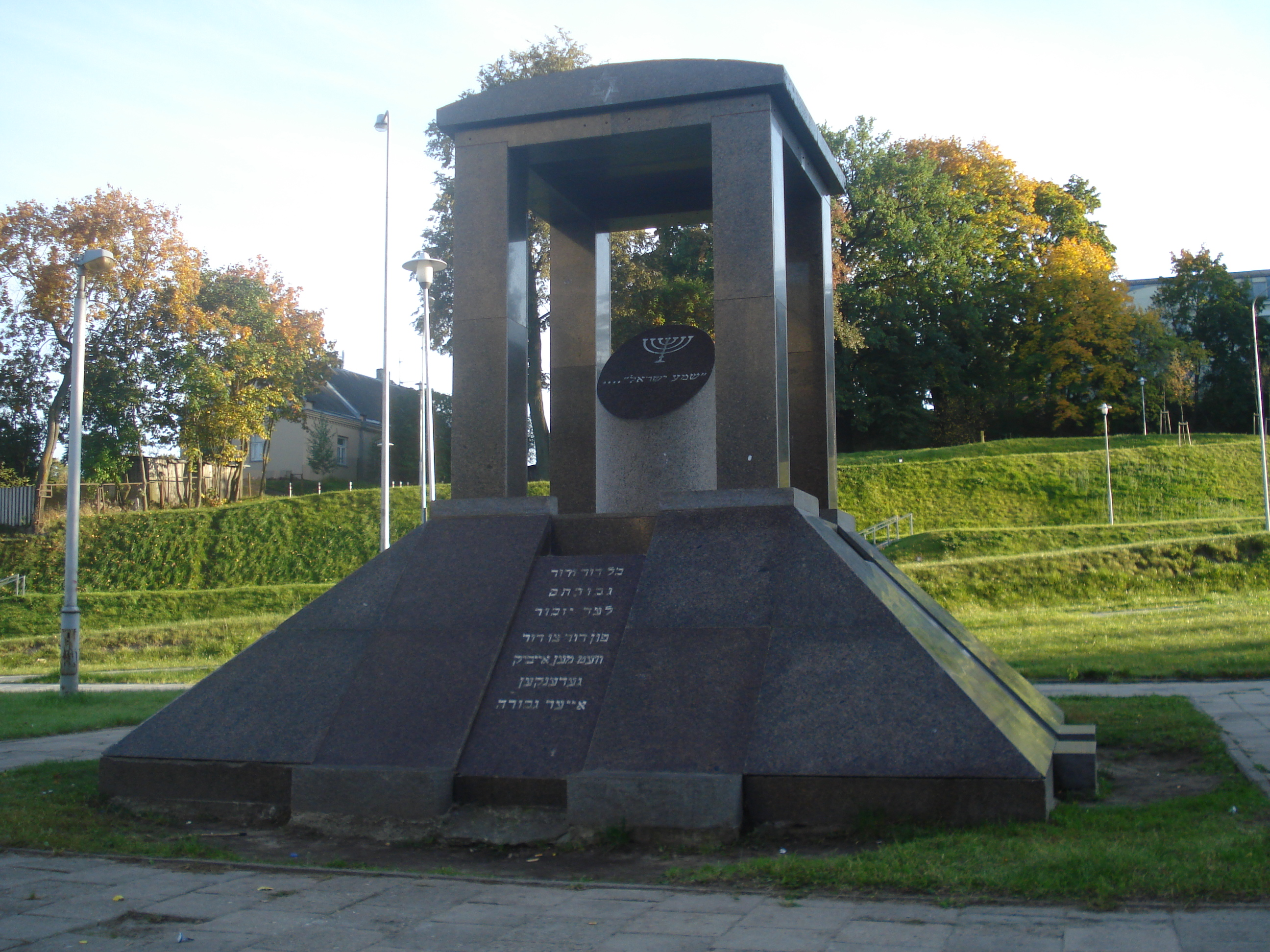
Un monumento al Holocausto en Subaciaus, la calle cercana al sitio donde se encontraba el campo de trabajo esclavo HKP.

En septiembre de 1941, los destacamentos de la Einsatzgruppen, con ayuda de los auxiliares lituanos, asesinaron a los primeros judíos, ocho chicas de 16 años; sucedió en el parque de la calle Traku (hoy perteneciente a la iglesia de San Francisco). Acto seguido se procedió a la lenta destrucción del gueto n.º 2, la primera matanza fue de más de 2.000 hombres, mujeres y niños judíos que los nazis reunieron en la actual calle Lyda (Lydos) y llevaron a Ponary para asesinarlos.
En la prisión de Lukiszki se juntó a los judíos que iban a ser fusilados en Ponary, en cuyos bosques, hacia finales de 1941, habían sido ejecutados 40.000 judíos.
Se obligó a algunos del último gueto a trabajar en fábricas o en proyectos de construcción fuera del gueto, en condiciones infrahumanas. Otros judíos fueron enviados a los campos de trabajo en la región de Vilna.
Después de un corto periodo de inactividad, los alemanes reanudaron las matanzas a finales de septiembre de 1943. Niños, ancianos y enfermos, que no podían trabajar, fueron enviados al campo de exterminio de Sobibor o fueron fusilados en Ponary. Los hombres fueron llevados a los campos de trabajo de Estonia; las mujeres, a los de Letonia.

## Resistencia

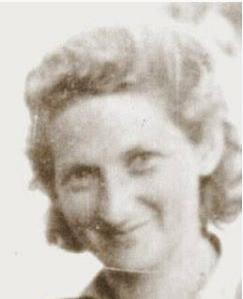
El 9 de julio de 1942, Vitka Kempner (1920-2012), partisana judía durante la Segunda Guerra Mundial, miembro de Fareynikte Partizaner Organizatsye y luego de Nakam, emigró a Israel.

La Organización de Partisanos Unidos (Fareynikte Partizaner Organizatsye en polaco original) también conocida como F.P.O. se formó el 21 de enero de 1942 en el gueto de Vilna. Tomó como lema "No vamos a ir como ovejas al matadero", resucitado así una frase de Abba Kovner.
La FPO colaboraba con los partisanos soviéticos en la lucha contra los nazis en los bosques de los alrededores de Vilna. La resistencia creó lugares ocultos para esconder armas y se preparó para luchar contra los alemanes. Practicaban el contrabando de armas y otras actividades ilegales.
Cuando, a principios de septiembre de 1943 se enteraron de que los nazis querían destruir el gueto, estos partisanos ofrecieron tenaz resistencia. Sin embargo, la Judenrat acordó cooperar en las deportaciones de judíos desde el gueto, con la esperanza de reducir al mínimo la matanza. Entonces, la FPO se retiró a los bosques de Rudninkai y de Naroch en las afueras de la ciudad.
Wittenberg, comandante de los partisanos arrestado por la Gestapo, fue liberado por la FPO. La Gestapo amenazó con liquidar a la población entera del gueto si Wittenberg no se entregaba. Después de una discusión en el seno de la dirigencia partisana, Wittenberg se rindió, y fue asesinado dos días más tarde. Este evento fundamental fue conmemorado en una canción que escribió Kaczerginski.